# Daniel O'Connell
Daniel O'Connell (6. august 1775 – 15. maj 1847) (Irsk: Dónal Ó Cónaill), kendt som The Liberator (da: Befrieren) og The Emancipator (da: Frigøreren), var en irsk politisk leder i første halvdel af det 19. århundrede. Han kæmpede for katolsk frigørelse – katolikkers ret til at sidde i parlamentet i Westminster, nægtet dem gennem over hundrede år – og for at tilbagekalde unionsloven og dermed ophæve unionen mellem Irland og Storbritannien.

## Tidligt liv
O'Connell blev født nær ved Caherciveen, County Kerry, i en tidligere formuende romersk-katolsk familie. Under protektion af sin rige ungkarleonkel, Maurice "Hunting Cap" O'Connell, begyndte han at studere i Douai i Frankrig og blev optaget på Lincoln's Inn (et juristkollegie) i 1794, hvorefter han to år senere blev overflyttet til King's Inn i Dublin. I sine tidlige år stiftede han bekendtskab med samtidige pro-demokratiske radikale og satte sig allerede da for at bringe lige rettigheder og politisk tolerance til sit hjemland.
Mens han studerede jura i Dublin, blev han formentlig indblandet i væbnede grupper af sin onkel Maurice. Da Wolfe Tones franske invasionflåde lå i Bantrybugten i 1796, var den unge O'Connell i et svært dilemma. Det var grundet politik, at han var bekymret. I bogen sin biografi om O'Connell har Dennis Gwynn foreslået, at dennes bekymringer skyldtes, at han stod som frivillig til at forsvare regeringen, og det selvom regeringen intensiverede sin forfølgelse af katolikker. Han ville gerne i parlamentet, men det håb, katolikker havde haft bare tre år tidligere, blev nu enstemmigt vetoet.
Som jurastuderende var O'Connell udmærket klar over sine kundskaber, men de højeste poster indenfor advokatstanden var han udelukket fra at kunne besidde. Han havde læst Jockey Club og så den som et billede på den herskende klasse i England og var overbevist om, at "de moralsk korrumperede regerede Englands retsvæsen i dag. Frihedens ånd vil krympe sig for at forsvare engelsk ejendom mod angreb fra franske fornyere. Den korrupte højere orden skælver for at miste sine lastefulde glæder". Daniel O'Connells studier havde drejet sig om Irlands juridiske og politiske historie, og der findes nedskrevne debatter fra Historical Society (Historisk Samfund) om regeringen, hvori han, ifølge en af de mange biografier, der er skrevet om ham, opridsede: I Irland var hele regeringens politik at undertrykke folket og at bevare den korrupte, dominerende magts privilegier.
3. januar 1797 skrev han til sin onkel, at han som den sidste af sine kolleger havde meldt sig ind i et frivilligt korps, for som 'ung, aktiv, sund og enlig' kunne han ikke give nogle plausible undskyldninger for at undlade. Senere samme måned meldte han sig af hensigtsmæssige grunde ind i Lawyer's Artillery Corps (da: Juristernes Artillerikorps).
19. maj 1798 blev han indkaldt af den irske advokatstand og fik arbejde som procederende advokat. Fire dage senere indledte United Irishmen (da: Forenede Irere) den irske opstand i 1798, der efter megen blodsudgydelse blev nedkæmpet af briterne. O'Connell støttede ikke opstanden. Han mente, at irerne skulle gøre deres krav gældende politisk snarere end ved at bruge magt. Han besluttede sig for at fortrække til sin hjemegn i Kerry og deltog ikke i opstanden, dog heller ikke dens nedkæmpelse. I over ti år levede han et stille liv i det sydlige Irland, hvor han koncentrerede sig om sine juridiske sager. Han fordømte også Robert Emmets opstand i 1803. Han skrev om protestanten Emmet: At Emmet, en mand der så køligt har udtænkt så meget blodsudgydelse, så mange mord – og så mange rædsler af enhver slags, har ike gjort sig fortjent til medlidenhed.

## Politisk overbevisning og program
Om voldelige opstande i Irland havde O'Connell sagt: "Frihedens Alter vakler, når det skal bruge blod som cement", og så sent som i 1841 havde O’Connell gjort sine parlamentskolleger klart, at de havde overtrådt hans tærskel ved at holde Opiumkrigen i Kina i gang. Samtidens torier havde foreslået en lov om en vis censur i dækningen af krigen, og her var det O'Connells stemmer, der reddede den daværende Whig-regering. Dublinselskabet, der sad på magten i Dublin, havde altid støttet protestanternes magt. I 1815 holdt O'Connell en tale, hvor han omtalte "The Corpo", som de kendtes, som et "sølle selskab". Dets medlemmer og ledere blev bestyrtede, og da O'Connell ikke ville undskylde, udfordrede den kendte duellant John D'Esterre ham. Duellen havde givet håb til Dublin Castle, hvorfra den britiske regering regerede Irland, om at O'Connell ville blive dræbt. De betragtede ham som "værre end en plage" og så ham hellere end gerne fjernet på dette tidspunkt. O'Connell duellerede med D'Esterre og sårede denne dødeligt (han ramte ham i hoften, men kuglen fortsatte videre til hans mave) i byen Oughterard, County Kildare. Hans samvittighed nagede ham over, at han ikke alene havde dræbt en mand, men også gjort hans familie nødlidende. O'Connell tilbød at "dele sin indkomst" med D,Esterres enke. Hun afslog, men gik senere med til en ordning med datteren, til hvem han regelmæssigt betalte igennem 30 år indtil sin død. Erindringen om duellen fulgte ham den resterende del af hans liv.
Politisk koncentrerede han sig om at bruge parlamentariske og populistiske måder til at tvinge ændringer igennem, og han kom regelmæssigt med loyalitetserklæringer til den britiske krone. Han advarede ofte det britiske etablissement om, at hvis ikke de reformerede deres regeringsførelse i Irland, ville irerne begynde at lytte til "råd fra voldelige mænd". Efterfølgende britiske regeringer fortsatte med at overhøre dette råd også længe efter hans død. Han lykkedes dog selv med at få visse politiske landvindinger som forøget indflydelse til de katolske bønder og kirken og mindre forskelsbehandling. Det blev muligt for katolikker at sidde i det britiske parlament. Troskabseden blev ændret (Oath of Allegiance), således katolikker også kunne aflægge eden i overensstemmelse med deres samvittighed.
Selvom han selv talte det oprindelige irske sprog, opfordrede O'Connell irerne til at lære det engelske sprog for at kunne bedre deres egne kår.
Selvom han bedst kendes for kampen for den katolske frigørelse, støttede han lignende tiltag for de irske jøder. I 1846 blev den britiske lov "De Judaismo", der foreskrev jøder en bestemt klædedragt, annulleret. O'Connell sagde "Irland påkalder jeres oprindelige race, I er det eneste land i verden jeg kender til man uplettet kan gennemføre love imod".

## Kampen for Katolsk Frigørelse
I 1810'erne vendte O'Connell tilbage til politik, hvor han etablerede det katolske råd i 1811, der alene kæmpede for katolsk frigørelse som muligheden for irske katolikker til på sigt at blive parlamentsmedlemmer. I 1823 stiftede O'Connell den Katolske Forening (en: Catholic Association), der havde favnede bredere for at sikre ireres vilkår. Det gjaldt: valgreform, en reform af den irske statskirke, fæstebønders rettigheder og økonomisk udvikling. Foreningen var sponsoreret af dets medlemmer med en betaling på 1 penny om måneden, et minimalt beløb der var skabt på at tiltrække katolske bønder. Kontingentet var en særdeles stor succes, og foreningen rejste et stort beløb allerede i dets første år. Pengene blev brugt til at kæmpe for katolsk frigørelse, specielt til at betale bidrag til parlamentsmedlemmer valgbare til det britiske underhus støttende den katolske sag.
Som en del af kampen for katolsk frigørelse stillede O'Connell op til et suppleringsvalg til underhuset i 1828 i County Clare for den fraværende William Vesey Fitzgerald, en anden støtte af den katolske forening. Efter at O'Connell havde vundet sæde i underhuset, var han ude af stand til at indtage det, da katolikker på daværende tidspunkt ikke kunne sidde i det britiske parlament. Det lykkedes ham kun, i første omgang, at tage sæde grundet et hul i loven. Det er ikke korrekt, at han nægtede at tage sæde grundet at have nægtet at sværge en ed til kongen som øverste leder af Church of England. Premierministeren, hertugen af Wellington, og indenrigsministeren, Sir Robert Peel, omend at de var modstandere af katolsk deltagelse i regeringen, anså en fornægtelse af O'Connell som en provokation, der kunne udløse endnu en opstand i et Irland, der bestod af 85 % katolikker. Det lykkedes Peel og Wellington at overbevise George IV, at retten hos katolikker, presbyterianere og alle andre trosretninger end den anglikanske Church of Ireland blev nødsaget til at gøres lovligt. Og med hjælp fra Whig blev det gennemført i 1829. Det medførte dog at mange Tory-medlemmer mistede tilliden til Peel og Wellington (Jøder og andre ikke-kristne fik ret til at sidde i parlamentet i 1858). I The Felons Track hævder Michael Doheny, at selve frigørelsen har antaget en "overdreven falsk forklædning", og at det er en fatal fejl at kalde det for en frigørelse. Han fortsatte videre, at det hverken var den første, den sidste og ej heller den vigtigste af indrømmelser, som er opnået i frigørelsens navn, og at ingen erindrede sig de mænd, hvis anstrengelser pressedes af en mere modstræbende mørkere tidsånd end retten til at leve, gudstjeneste, ejerskabsnydelsen og frihedsret. Doheny mente, at straffene i straffelovene for længst var afskaffet, og at de barbariske love var ændret, og at de nu var blevet komprimeret ind til en kold og solid tilbageholdenhed, og at Mr. O'Connell forsøgte at tage patent på dette. Argumentet blev også fremført af John Mitchel, en af Young Irelanders ledere. I sin fængseljournal skriver han, at der var to forskellige bevægelser i Irland i perioden, som opildnede irerne, den ene var den katolske lempelsesagitation (ført an af O'Connell), der var såvel åben som og lovlig, den anden var bevægelser som Ribbon og The Whiteboys. De første foreslog adgang af professionelle og fornemme katolikker, der ville ære deres profession, til parlamentet inden for britisk lov – den anden stammer fuldkommen af grufuldhed og afvisning af britisk lov, og har intet mindre i sinde end en social, og ultimativt, politisk revolution. Ifølge Mitchel valgte Storbritannien, i frygt for den sidste, at støtte den første lidet yndefuldt. Mitchel er enig i, at Peel og Wellington gav katolikkerne disse indrømmelser for at undgå en borgerkrig, men sagde også "at ingen britisk statsmand nogensinde ville fortælle sandheden, eller afsløre træk der kunne fortælle om deres motiver". Deres virkelige motiver var, ifølge Mitchel, at "bestikke" de veluddannede og respektable katolikker over på briternes side som respektable "vest-briter" fra da af.
Ironisk, med øje på O'Connells ståen fast på fredelig metoder i den politiske agitation, opnåede han sine største politiske triumfer i en periode med meget vold i Irland. Der var en forpligtelse for dem, der arbejdede ved landbruget, til at støtte den etablerede kirke (Church of Ireland) med en betalingsform kendt som tiende. Det faktum, at et klart flertal af dem, der arbejdede i landbruget var katolske fæstebønder, der skulle støtte mindretallets religion, havde skabt et spændt forhold gennem et stykke tid. En netop startet fredelig ikke-betalingskampagne blev voldelig i 1831, da det nyetablerede Irish Constabulary blev brugt til at bemægtige sig ejendom i stedet for betaling, hvilket resulterede i tiende-krigen, 1831-36. Selvom O'Connell afstod fra vold, lykkedes det ham succesfyldt at forsvare de deltagende i kampen ved Carrickshock, og ingen kom til skade.
I 1841 lykkedes det Daniel O'Connell at blive den første katolske borgmester i Dublin siden James II´s tid, hvor denne havde været den sidste katolik, der havde regeret de britiske øer. Som borgmester påkaldte han den britiske hær imod strejkende arbejdere i hovedstaden. I 1838 afslog O'Connell at afskaffe tiende totalt, da han ikke ville ydmyge Whig helt og aldeles (siden 1835 havde irere, Whig og Radikale dannet en alliance mod Tory).

## Kampen for Unionens ophævelse
O'Connell kæmpede for at få annulleret unionsloven, der havde lagt de to parlamenter i Kongeriget Storbritannien og Kongeriget Irland sammen og dannet Det Forenede Kongerige Storbritannien og Irland. For at kæmpe for annulleringen af unionen dannede O'Connell Annullerings-Foreningen. Han plæderede for en genskabelse af kongeriget Irland med dronning Victoria som regerende dronning af Irland.
For at presse på for dette holdt han en række Monstermøder rundt i Irland, uden for det protestantisk og unionistdominerede Ulster. Møderne var kaldt således, da der kom over 100.000 til et møde. Disse stævner bekymrede den britiske regering, og den daværende premierminister Sir Robert Peel forbød et stormøde, der skulle være afholdt i Clontarf, County Dublin lige uden for Dublin by. Det blev besluttet lige efter, at det største af disse møder blev afholdt i Tara.
Tara havde en stor symbolsk betydning for den irske befolkning, da det var her de gamle Højkonger af Irland gennemgik deres indsættelsesritualer. Clontarf havde lige så vel enorm symbolsk betydning, da det var her at den irske højkonge Brian Boru i slaget ved Clontarf i 1014 havde brudt vikingernes magt over landet. På trods af opfordring fra hans tilhængere ville O'Connell ikke modsætte sig myndighederne og afblæste mødet. Det forhindrede ham dog ikke i at blive fængslet, anklaget for at have tilskyndet til oprør. Han blev dog løsladt efter 3 måneder på opfordring af det britiske overhus. Frataget sit mest effektive våben, monstermøderne, lykkedes det ikke O'Connell at få gennemført en annullering af unionen.

## Død og erindring
O'Connell døde af hjerneblødhe (encefalomac) i Genoa, Italien i 1847, på pilgrimsfærd til Rom – fængselsopholdet havde tæret hårdt på ham. Han blev 71 år. Som følge hans ønske på dødslejet blev hans hjerte begravet i Rom, mens hans krop er begravet på Glasnevin Kirkegård i Dublin, nær ved et rundt tårn. Hans søn er begravet i hans krypt. O'Connells filosofi og karriere har inspireret folk som Mahatma Gandhi (1869-1948) og Martin Luther King (1929-1968). William Makepeace Thackeray sagde: "Du har gjort mere for dit land end nogen mand siden Washington" og William Gladstone beskrev ham som "den største populære leder verden endnu havde set". Honoré de Balzac skrev at "Napoleon og O'Connell var de eneste store mænd i det 19. århundrede". Jean-Henri Merle D'Aubigne skrev at "den eneste som Luther, som kunne håndtere magten var O'Connell". William Grenville skrev at "Historien vil omtale ham som en af de mest bemærkelsesværdige personer, der nogensinde har levet".
O'Connell er kendt i Irland som "The Liberator" eller "The Great Emancipator" for sin succes med at fremskaffe katolsk frigørelse. O,Connell beundrede den sydamerikanske befrier Simón Bolívar, og en af hans sønner Morgan O'Connell, blev frivillig i Bolívars hær i 1820 i en alder af 15.
Hovedgaden i det centrale Dublin, den tidligere Sackville Street, blev omdøbt O'Connell Street i starten af det 20. århundrede, efter dannelsen af den irske fristat, for at hylde ham. En statue af ham (lavet af skulptøren John Henry Foley, der også har lavet skulpturerne på Albert Memorial i London) står i den ene ende af gaden og en af Charles Stewart Parnell i den anden ende.
Hovedgaden i Limerick hedder også opkaldt efter O'Connell, ligeledes med en statue i den ene ende. Der findes endvidere O'Connell Street i Ennis, Sligo, Clonmel, Waterford, Melbourne og North Adelaide.
Der findes et museum i Derrynane House nær ved Derrynane, County Kerry, der tidligere var ejet af hans familie. Han var også medlem af den Literære Forening af Polens Venner.

## Familie
I 1803 ægtede O'Connell sin kusine Mary O'Connell. De fik fire døtre (tre overlevede), Ellen (1805), Catherine (1808), Elizabeth (1810) og Rickard (1815) samt fire sønner. Sønnerne – Maurice (1803), Timothy James O'Connell (1804), John O´Connell (1810) og Daniel (1816) kom alle til at sidde i parlamentet. Ellen forlod Irland til fordel for USA.

### Forbindelse med den autoriserede handel
O'Connell fik sin yngste søn Daniel til at overtage et bryggeri på James Street i Dublin. Bryggeriet producerede et kvalitetsmærke kendt som O'Connells Ale, der nød stor popularitet. Forretningen var dog ingen større succes, og efter et par år blev det overtaget af en John Brennan, da Daniel helligede sig en politisk karriere. Brennan ændrede navnet til Phoenix Brewery, men fortsatte med at brygge O'Connells Ale. Da Phoenix Brewery blev opslugt af Guinness i 1909, fortsatte O'Connells Ale med at blive brygget, nu af John D'Arcy & Son Ltd. i Anchor Brewery i Usher Street. Da D'Arcy i 1920'erne indstillede sin virksomhed, fortsatte bryggen hos firmaet Watkins og Jameson.
Den unge Daniel var formand for handelsforeningen i perioden og gav betydelig og uvurderlig støttet til sin far og hans offentlige virke. Senere vendte O'Connell ryggen til foreningen og blev en stor tilhænger af afholdenhed. I perioden holdt Frederick Matthew abstinenskorstog for afholdenhed i form af store massemøder, det mest kendte på Skt. Patricks Day 1841. Daniel O'Connell deltog i et andet sådant møde på Rotunda Hospital, Dublin.

## Fodnoter
1. ↑  O'Connell at Irish-Society Arkiveret 29. juni 2010 hos  Wayback Machine.
2. ↑  A Short History of Ireland
3. 1 2 3 4 5  Dennis Gywnn, Daniel O’Connell The Irish Liberator, Hutchinson & Co. Ltd pg 71
4. ↑  O'Connell Correspondence, Vol I, Letter No. 24a
5. ↑  O'Ferrall, F., Daniel O'Connell, Dublin, 1981, p. 12
6. ↑  O'Connell Correspondence, Vol I, Letter No. 97
7. ↑  Charles Gavan Duffy: Conversations With Carlyle (1892), with Introduction, Stray Thoughts On Young Ireland, Brendan Clifford, Athol Books, Belfast, ISBN 0-85034-114-0, pp. 17 &21
8. 1 2  Dennis Gywnn, Daniel O’Connell The Irish Liberator, Hutchinson & Co. Ltd pg 71 Pg 138-145
9. ↑  Great Britain and the Irish Question 1798-1922, Paul Adelmann and Robert Pearce, Hodder Murray, London, ISBN 0-340-88901-2.pg 33
10. 1 2  Michael Doheny’s The Felon’s Track, M. H. Gill & Son, Ltd., 1951, pp 2-4
11. ↑  John Mitchel’s Jail Journal which was first serialised in his first New York City newspaper, The Citizen, from 14 January 1854 to 19 August 1854. The book referenced is an exact reproduction of the Jail Journal, as it first appeared.
12. 1 2 3 4  John Mitchel, Jail Journal, or five years in British Prisons, M. H. Gill & Son, Ltd., 1914, pp. xxxiv-xxxvi
13. ↑  Stewart, Jay Brown (2001). The National Churches of England, Ireland and Scotland, 1801-46. Oxford: Oxford University Press. s. pp. 20-45. ISBN 0-19-924235-6. {{cite book}}: |pages= har ekstra tekst (hjælp)
14. ↑  Brian McGinn (november 1991). "Venezuela's Irish Legacy". Irish America Magazine (New York) Vol. VII, No. XI. Arkiveret fra originalen 27. september 2007. Hentet 2007-04-18.
15. ↑  Sheehan, Sean & Levy, Patricia (2001). Dublin Handbook: The Travel Guide. Footprint Handbooks. s. p. 99. ISBN 978-1900949989. {{cite book}}: |pages= har ekstra tekst (hjælp)CS1-vedligeholdelse: Flere navne: authors list (link)
16. ↑  Irish Whiskey – a 1000 year tradition, Malachy Magee, O'Brien Press, Dublin, ISBN 0-86278-228-7. pg 68 to 74

## O'Connell citater
Tekst mangler, hjælp os med at skrive teksten

## Bøger afYoung Irelanders
Tekst mangler, hjælp os med at skrive teksten

## Ekstra læsning
- John Mitchel, A Cause Too Many, Aidan Hegarty,	Camlane Press. (engelsk)
- Thomas Davis, The Thinker and Teacher, Arthur Griffith, M.H. Gill & Son, 1922. (engelsk)
- Daniel O'Connell: The Irish Liberator, Dennis Gwynn, Hutchinson & Co, Ltd. (engelsk)
- O'Connell, Davis and the Collages Bill, Dennis Gwynn, Cork University Press 1948. (engelsk)
- Labour in Ireland, James Connolly, Fleet Street 1910. (engelsk)
- The Re-Conquest of Ireland, James Connolly, Fleet Street 1915. (engelsk)
- John Mitchel: Noted Irish Lives, Louis J. Walsh,	The Talbot Press Ltd., 1934. (engelsk)
- Life of John Martin, P. A. Sillard, James Duffy & Co., Ltd 1901. (engelsk)
- Ireland Her Own, T. A. Jackson, Lawrence & Wishart Ltd 1976. (engelsk)
- Life and Times of Daniel O'Connell, T. C. Luby, Cameron & Ferguson. (engelsk)
- Paddy's Lament: Ireland 1846-1847, Prelude to Hatred, Thomas Gallagher, Poolbeg 1994. (engelsk)
- The Great Shame, Thomas Keneally, Anchor Books 1999. (engelsk)
- Envoi, Taking Leave of Roy Foster, by Brendan Clifford and Julianne Herlihy, Aubane Historical Society, Cork. (engelsk)
- In Search of Ireland's Heroes, Carmel McCaffrey. Ivan R Dee Publisher (engelsk)